# Cantone di Naranjo
Il cantone di Naranjo è un cantone della Costa Rica facente parte della provincia di Alajuela. 
Il Río Grande forma i confini occidentale e meridionale del cantone. Il Río Espino si trova a nord e Río Colorado (Red River) e Río Molino (Mill River) tracciano il confine orientale.

## Geografia antropica

### Suddivisioni amministrative
Il cantone è diviso in 7 distretti:
- Cirrí Sur
- Naranjo
- Rosario
- San Jerónimo
- San José
- San Juan
- San Miguel

## Storia
Il cantone è stato istituito con decreto del 9 marzo 1886. Il cantone prende il nome dalle coltivazioni principali della zona: agrumi, ed arance in particolare.
Il 24 settembre 2008 si forma il nuovo distretto chiamato Palmitos.

## Economia
L'agricoltura della zona è basata sulla coltivazione di arance.